# Слива Сарджента
Слива Сарджента, вишня Сарджента, сахалінська вишня (Prunus sargentii) — вид квіткових рослин із підродини мигдалевих (Amygdaloideae).
До назви «сакура» японські дендрологи зазвичай відносять види P. serrulata Lindl. , P. campanulata Maxim., P. glandulosa (Hook.) Torr. & A.Gray, P. jamasakura Siebold, P. lannesiana (Carrière) E.H.Wilson, P. sargentii Rehder, P. sieboldii Koidz., P. subhirtella Miq. та P. yedoensis Matsum.

## Біоморфологічна характеристика
Це листопадне дерево з густою розлогою кроною; може виростати на 10–25 метрів у висоту з діаметром стовбура 90 см. Нове листя має червонуватий або бронзовий колір, який змінюється на блискучий темно-зелений. Оберненояйцеподібні листки з зубчастими краями мають довжину 7.6–12.7 см і розташовані почергово. Восени листя стає червоним, оранжевим чи жовтим. Одиночні рожеві квітки на 2.5 см квітконіжках призводять до пурпурно-чорних плодів. Птахи люблять ці плоди, але через їхній розмір (розміром з горошину) і колір вважаються малопомітними для людини.

## Поширення, екологія
Ареал: Далекий Схід Росії, Північна і Центральна Японія, Корея. Населяє гірські схили, росте серед дерев, серед трав'янистої та чагарникової рослинності.

## Використання
Рослина забезпечує чудову якість деревини, а також іноді збирається з дикої природи для місцевого використання в якості їжі. Вирощується як декоративна. Плоди вживають сирими чи приготовленими; плоди гіркі. Квіти є хорошим джерелом нектару для бджіл. З листя можна отримати зелений барвник. З плодів можна отримати барвник від темно-сірого до зеленого. Чудова якість деревини. Деревина використовується в різних цілях.

## Галерея

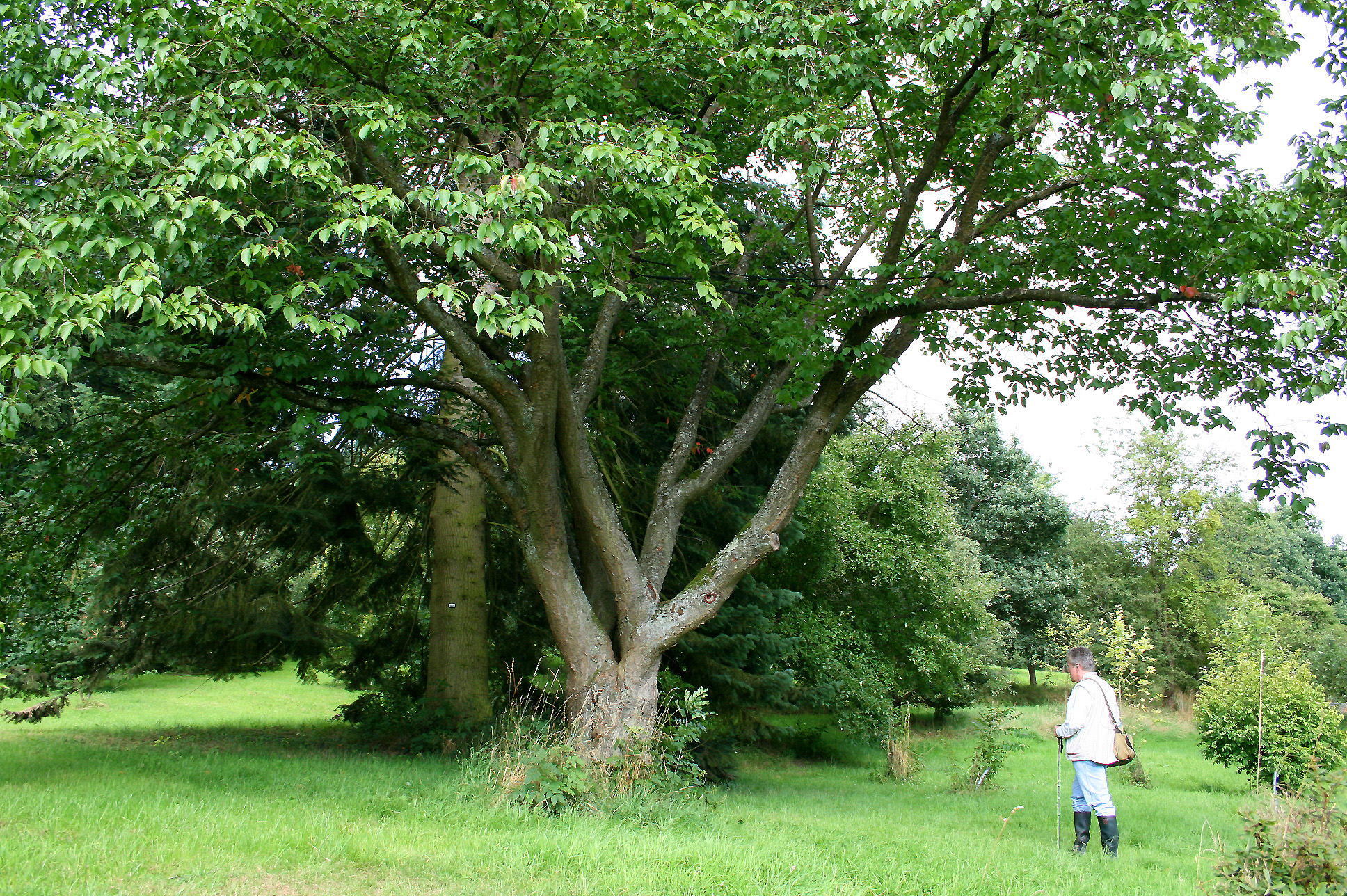
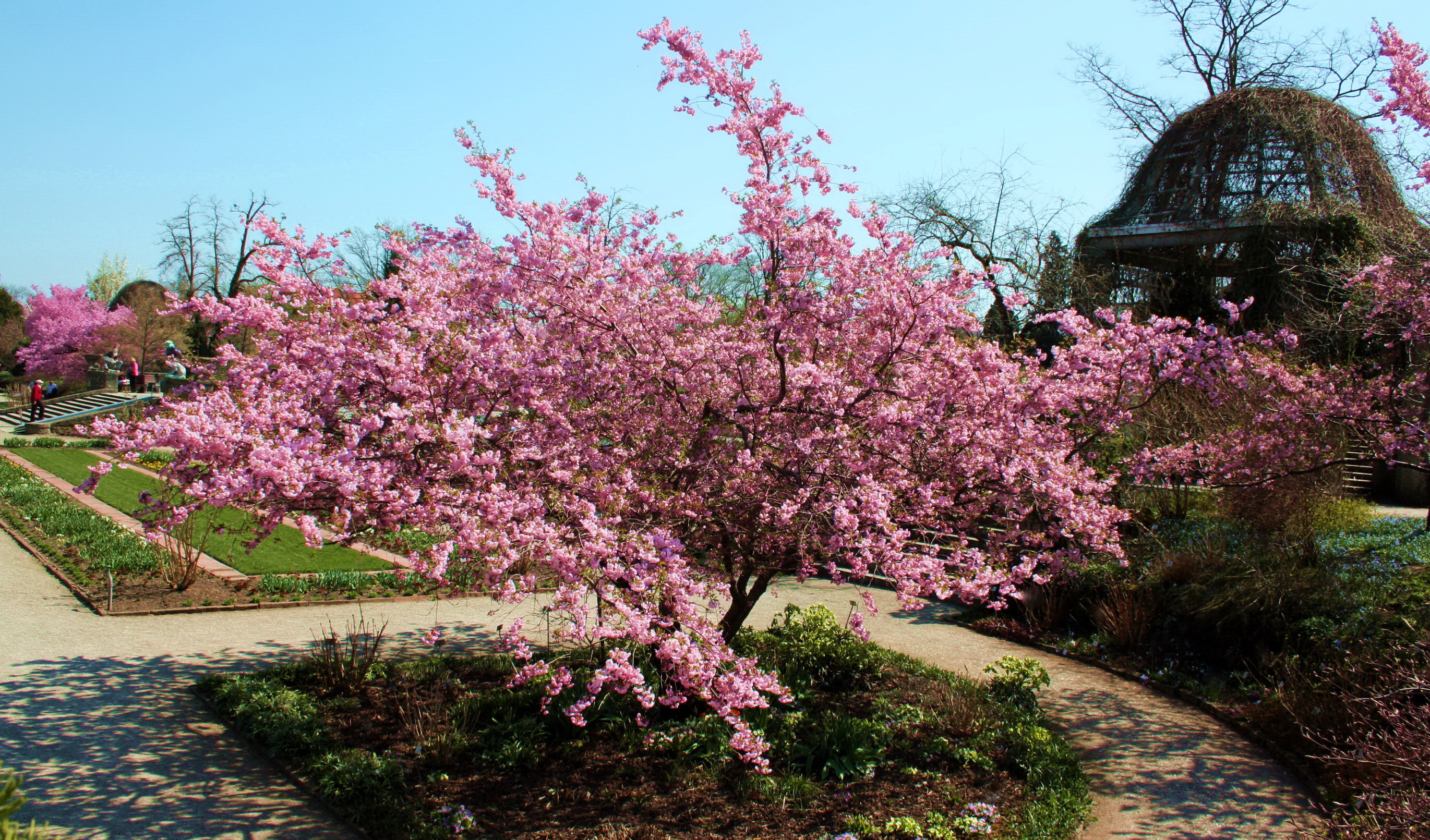
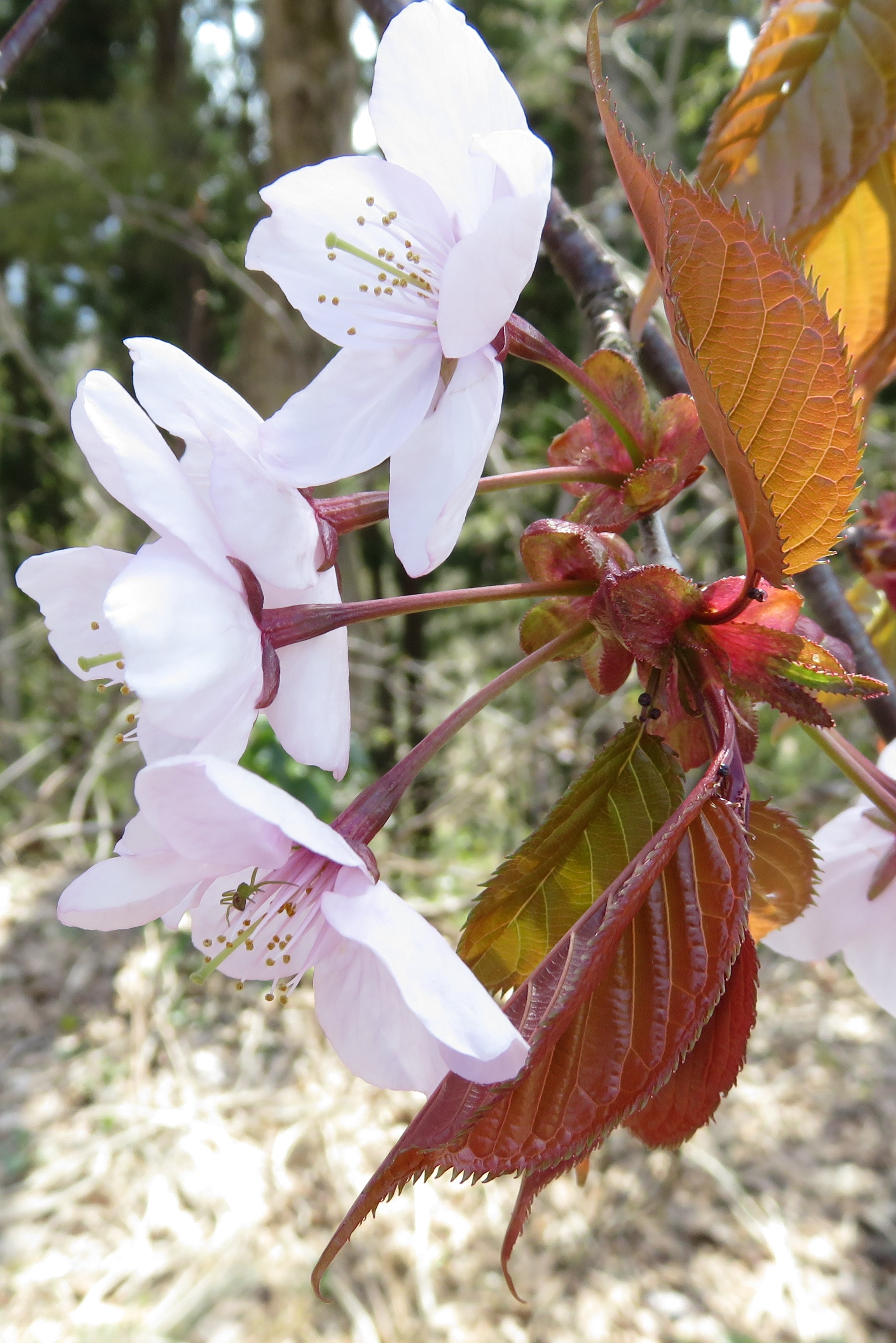
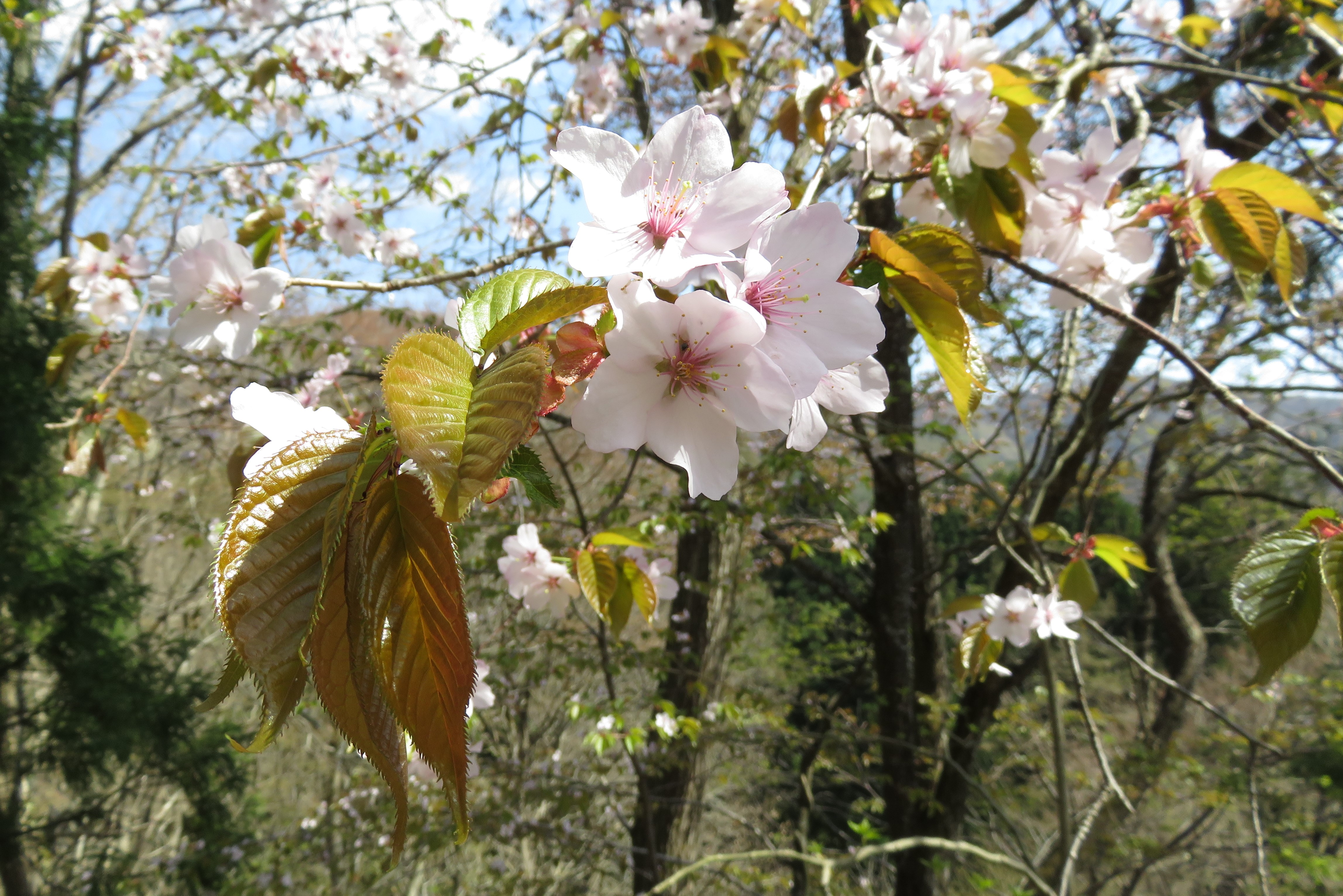
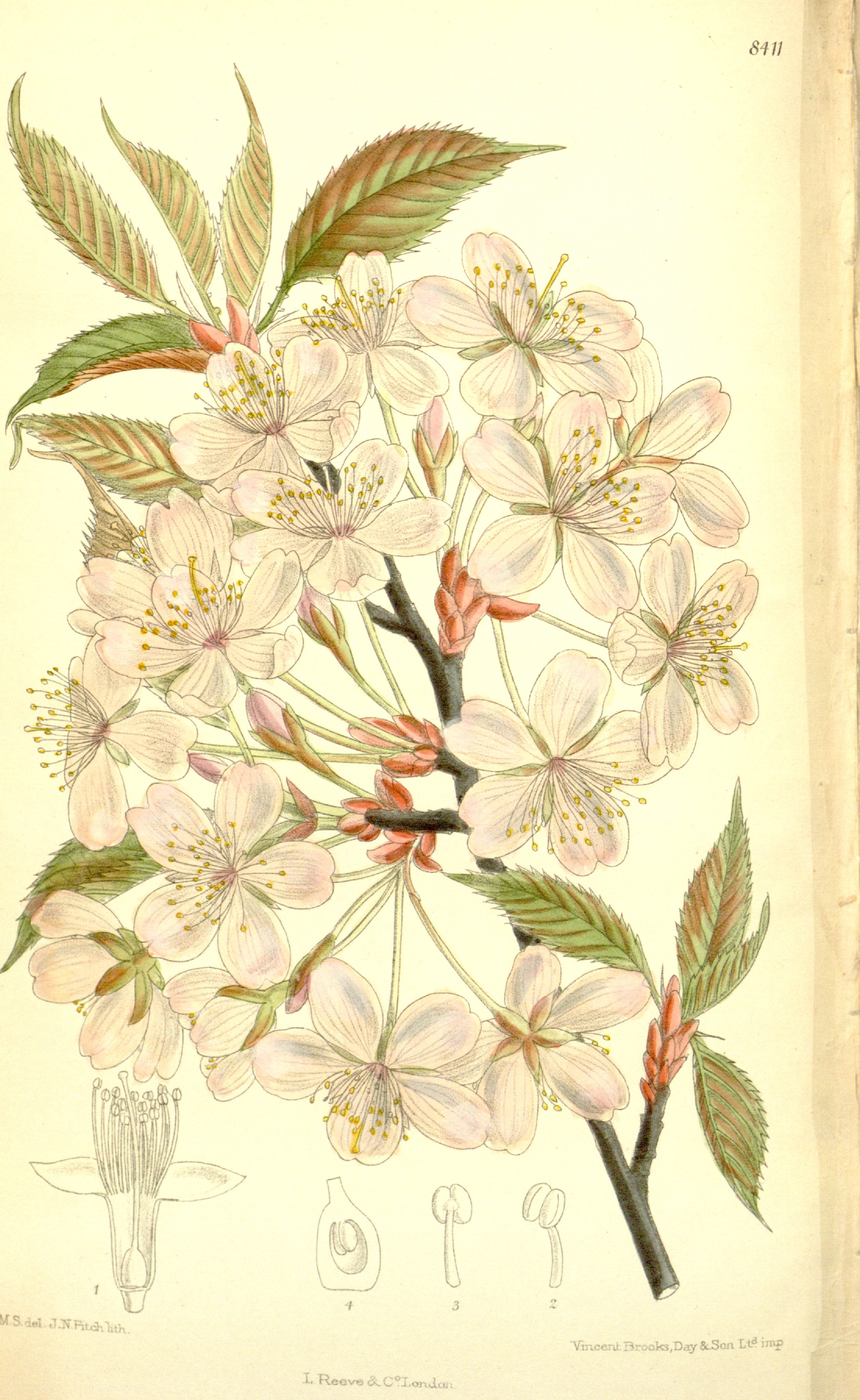
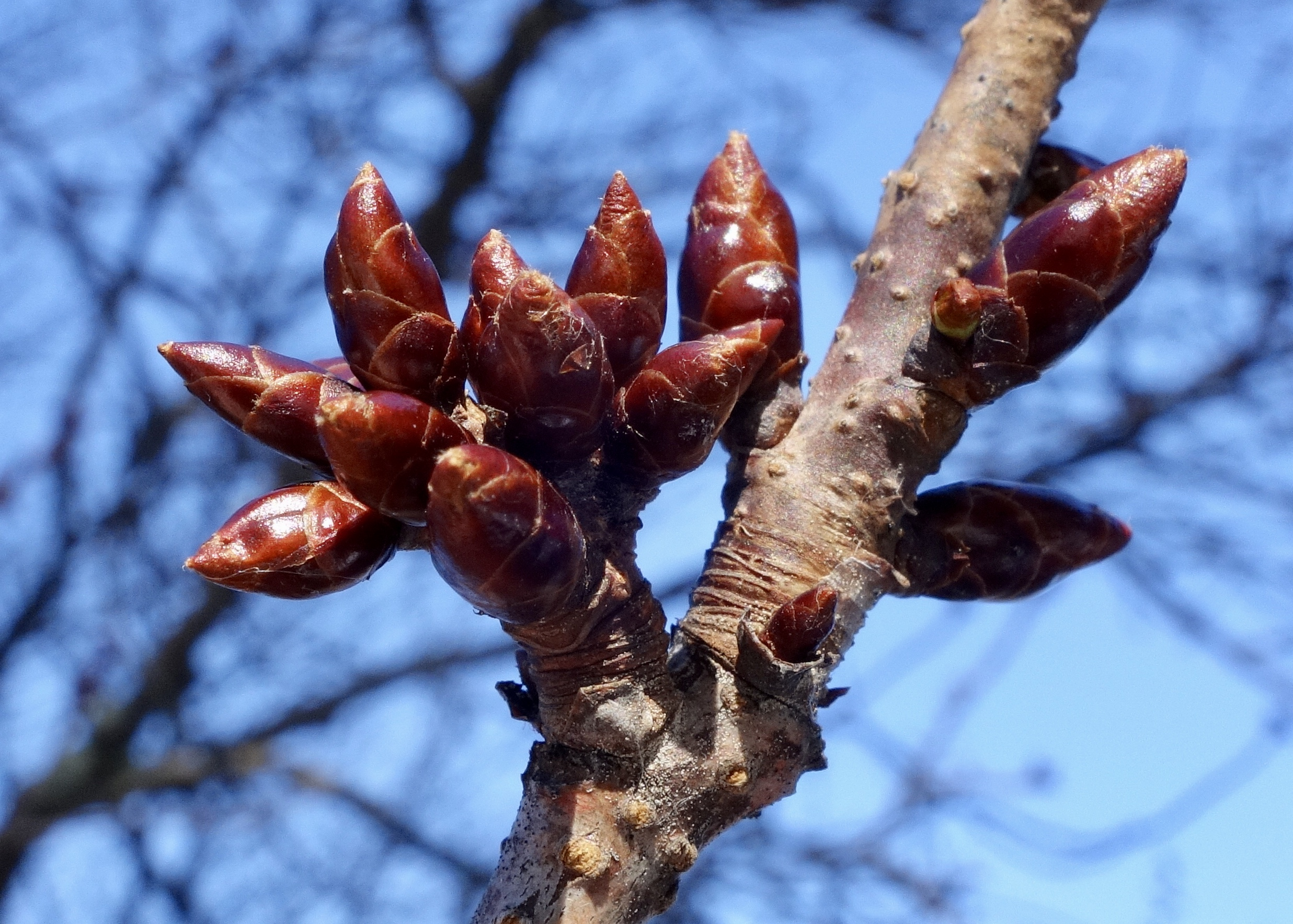